# NGC 5145
NGC 5145 је спирална галаксија у сазвежђу Ловачки пси која се налази на NGC листи објеката дубоког неба.
Деклинација објекта је + 43° 16' 2" а ректасцензија 13h 25m 13,9s. Привидна величина (магнитуда) објекта NGC 5145 износи 12,6 а фотографска магнитуда 13,4. Налази се на удаљености од 39,350 милиона парсека од Сунца. NGC 5145 је још познат и под ознакама UGC 8439, MCG 7-28-9, CGCG 218-10, IRAS 13230+4331, PGC 46934.